# David Morales

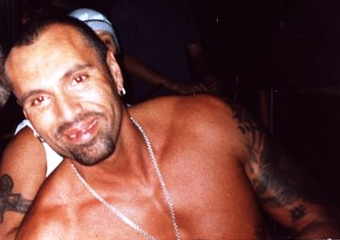
David Morales (2001)

David Morales (* 21. August 1961 in Brooklyn, New York) ist ein US-amerikanischer House-Musiker puerto-ricanischer Abstammung und gehörte zeitweise zu den bestbezahlten DJs der Welt.

## Biografie
Der ausgebildete Koch arbeitete als DJ und Produzent u. a. mit Janet Jackson, Tina Turner, Whitney Houston, Jamiroquai, Mariah Carey und den Backstreet Boys zusammen. Morales wurde dreimal für den Grammy nominiert und gewann 1998 die Auszeichnung als „Remixer of the Year“. Er wurde außerdem mit dem Dance Star Award als „Best Artist“ ausgezeichnet. Morales war und ist für verschiedene Labels tätig, darunter Mercury (bis 1993) und das dazugehörige Sublabel Manifesto (bis 1998) sowie Ultra (bis 2012) und Def Mix Music (seit 2014).
Am 7. Oktober 2018 wurde Morales, nach seinem Flug von Hongkong aus, auf dem Flughafen Fukuoka in Japan wegen Drogenbesitzes (MDMA) von den Sicherheitsbehörden festgenommen.

## Diskografie

### Alben
- 1993: The Program (mit The Bad Yard Club; Mercury 518 015)
- 2004: 2 Worlds Collide (Ultra 1244)
- 2012: Changes (Ultra 3397)
- 2014: The Red Zone Project Vol. 1 (EP mit 4 Files; Def Mix Music 004)
- 2015: The Red Zone Project Vol. 2 (8 Files; Def Mix Music 008)
- 2015: RA.EX262 David Morales (Interview, Host: Stephen Titmus; Resident Advisor Exchange 262)
- 2016: The Evolution (David Morales presents Brooklyn Friends; Def Mix Music 017)
- 2017: The Red Zone Project Vol. 3 (8 Files; Def Mix Music 019)

### Singles
| Jahr | Titel Album                                  | Höchstplatzierung, Gesamtwochen, AuszeichnungChartplatzierungen (Jahr, Titel, Album, Platzierungen, Wochen, Auszeichnungen, Anmerkungen) | Höchstplatzierung, Gesamtwochen, AuszeichnungChartplatzierungen (Jahr, Titel, Album, Platzierungen, Wochen, Auszeichnungen, Anmerkungen) | Höchstplatzierung, Gesamtwochen, AuszeichnungChartplatzierungen (Jahr, Titel, Album, Platzierungen, Wochen, Auszeichnungen, Anmerkungen) | Anmerkungen |
| Jahr | Titel Album                                  | DE | UK | Dance | Anmerkungen |
| ---- | -------------------------------------------- | --- | --- | --- | --- |
| 1993 | Gimme Luv (Eenie Meenie Miny Mo) The Program | — | UK37 (3 Wo.)UK | Dance1 (11 Wo.)Dance | Erstveröffentlichung: Juni 1993 mit The Bad Yard Club feat. Papa San Autoren: David Morales, Handel Tucker, Sly Dunbar, Papa San |
| 1993 | The Program                                  | — | UK66 (1 Wo.)UK | Dance1 (14 Wo.)Dance | Erstveröffentlichung: September 1993 mit The Bad Yard Club Autoren: David Morales, Handel Tucker, Sly Dunbar, Papa San |
| 1994 | In de Ghetto The Program                     | — | — | Dance3 (13 Wo.)Dance | Erstveröffentlichung: Mai 1994 mit The Bad Yard Club feat. Delta Bennett Autoren: David Morales, Handel Tucker, Sly Dunbar, Delta Bennett |
| 1996 | In de Ghetto (1996 Mix) –                    | — | UK35 (2 Wo.)UK | Dance20 (10 Wo.)Dance | Erstveröffentlichung: Juni 1996 als Bad Yard Club feat. Crystal Waters Autoren: David Morales, Handel Tucker, Sly Dunbar, Delta Bennett |
| 1998 | Needin’ U –                                  | DE66 (2 Wo.)DE | UK8 Silber · (13 Wo.)UK | Dance1 (13 Wo.)Dance | Erstveröffentlichung: Juni 1998 David Morales pres. The Face Autoren: David Morales, Phil Hurtt, Richard DiCicco V. |
| 2000 | Higher –                                     | — | — | Dance3 (11 Wo.)Dance | Erstveröffentlichung: Juni 2000 David Morales & Albert Cabrera pres. Moca feat. Deanna Autoren: David Morales, Albert Cabrera, Dennis Coffey, Deanna Dellacioppa                                                                                        |
| 2001 | Needin’ U II –                               | — | UK11 (5 Wo.)UK | Dance1 (13 Wo.)Dance | Erstveröffentlichung: Dezember 2000 David Morales pres. The Face feat. Juliet Roberts mit James D-Train Williams und Sharon Bryant Autoren: David Morales, Andrew Louis Smith, Danny Poku, David Jordan, Juliet Roberts, Phil Hurtt, Richard DiCicco V. |
| 2004 | How Would U Feel 2 Worlds Collide            | — | UK71 (3 Wo.)UK | Dance1 (19 Wo.)Dance | Erstveröffentlichung: August 2004 feat. Lea-Lorién Autoren: David Morales, Lea-Lorién Karima Alomar |
| 2005 | Here I Am 2 Worlds Collide                   | — | — | Dance1 (13 Wo.)Dance | Erstveröffentlichung: März 2005 mit Tamra Keenan Autoren: David Morales, Alec Shantzis, Tamra Keenan |
| 2015 | There Must Be Love –                         | — | — | Dance1 (11 Wo.)Dance | Erstveröffentlichung: 10. August 2015 mit Janice Robinson |

Weitere Singles
- 1993: Sunshine (mit The Bad Yard Club)
- 1993: Forever Luv (feat. Anastacia)
- 1994: Congo (als The Boss)
- 1995: Philadelphia (als Brooklyn Friends)
- 1997: Wind Up Your Body (mit The Bad Yard Club feat. Delta Bennett)
- 2001: Winners (feat. Jocelyn Brown)
- 2002: Siren of Love (als 928)
- 2003: Make It Hot (vs. DJ Pierre)
- 2005: Feels Good (mit Angela Hunte)
- 2005: Needin You ’05 (Promo)
- 2006: Better That U Leave (feat. Lea-Lorién)
- 2006: Play (als Brooklyn Friends)
- 2006: Keep It Coming (als The Face feat. Nicki Richards)
- 2009: Needin U (als The Face mit Mark Brown und Adam Shaw)
- 2009: Tramp / Go Back / Spastic (als Brooklyn Friends)
- 2009: Obedience / Gloria’s Groove (als Brooklyn Friends)
- 2010: I Make You Gaga (feat. Janice Robinson)
- 2011: You Just Don’t Love Me (feat. Jonathan Mendelsohn)
- 2011: Holiday (mit Polina Goudieva)
- 2012: Golden Era (mit Róisín Murphy)
- 2012: Stay (mit Polina Goudieva)
- 2013: Chapter 1 (als D-Tribe)
- 2013: Orisha (als The Boss)
- 2015: Lovin’ (als The Face feat. Kym Mazelle)
- 2015: Everybody Get Up! (als The Red Zone Project feat. Keith Anthony Fluitt)
- 2016: Found Love (als Blind Colors feat. Melonie Daniels Walker)
- 2016: Come with Me (als Blind Colors feat. Ce Ce Rogers)
- 2017: Esperanza (mit Luciano)
- 2017: Don’t You Want My Love (als The Face feat. Nicki Richards)

### Remixe (Auswahl)
- 2 in a Room – Wiggle It
- Alison Limerick – Where Love Lives
- Ace of Base – Living in Danger
- The Adventures of Stevie V – Dirty Cash (Money Talks)
- Alexander O’Neal – What Is This Thing Called Love?
- Annie Lennox – Walking on Broken Glass
- Aretha Franklin – A Deeper Love
- Basement Jaxx – Bingo Bango
- Betty Boo – Catch Me
- Björk – Big Time Sensuality
- Black Sheep – Strobelite Honey
- Brandon Flowers – Crossfire
- Britney Spears – Circus
- The Brand New Heavies – Never Stop
- Burak Kut – Derdim Var
- CeCe Peniston – Finally
- CeCe Rogers – All Join Hands
- Cerrone – Love in C Minor
- Chaka Khan – Life Is a Dance
- The Chimes – 1-2-3
- Deborah Cox – It Could’ve Been You
- Deborah Cox – Who Do U Love
- De La Soul – A Roller Skating Jam Named Saturdays
- Diana Ross – Upside Down
- Electribe 101 – You’re Walking
- Enrique Iglesias – Rhythm Divine
- Eve Gallagher – Love Come Down
- Frankie Knuckles – Rain Falls
- Gloria Estefan – Turn the Beat Around
- Heavy D & the Boyz – Now That We Found Love
- Incognito – Always There
- India – Right from the Start
- Inner City – Watcha Gonna Do with My Lovin’
- Jamiroquai – Cosmic Girl
- Jamiroquai – Space Cowboy
- Janet Jackson – Because of Love
- Janet Jackson – When I Think of You
- Jaydee – Plastic Dreams
- Jennifer Paige – Crush
- Jody Watley – I’m the One You Need
- Juliet Roberts – Free Love
- Kelis – Get Along with You
- Kym Mazelle – Useless
- Lara Fabian – I Will Love Again
- Lisa Stansfield – What Did I Do to You?
- Lisa Fischer – Save Me
- Loose Ends – Love’s Got Me
- Lucrezia – Live to Tell
- Luther Vandross – Ain’t No Stoppin’ Us Now
- Luther Vandross & Janet Jackson – The Best Things in Life Are Free
- M People – One Night in Heaven
- Madonna – Deeper and Deeper
- Madonna – Human Nature
- Mariah Carey – Always Be My Baby
- Mariah Carey – Can’t Take That Away (Mariah’s Theme)
- Mariah Carey – Dreamlover
- Mariah Carey – Fantasy
- Mariah Carey – Fly Away
- Mariah Carey – Honey
- Mariah Carey – I Still Believe
- Mariah Carey – It’s Like That
- Mariah Carey – Joy to the World
- Mariah Carey – Loverboy
- Mariah Carey – My All
- Mariah Carey – Say Somethin
- Mariah Carey – The Roof (Back in Time)
- Mariah Carey – Touch My Body
- Mariah Carey – Oh Santa!
- Masters At Work – I Can’t Get No Sleep ’95
- Michael Jackson feat. Janet Jackson – Scream
- Michael Jackson – This Time Around
- Neneh Cherry – Kisses on the Wind
- P. M. Dawn – Gotta Be … Movin’ On Up
- Pet Shop Boys – How Can You Expect to Be Taken Seriously?
- Pet Shop Boys – I Don’t Know What You Want but I Can’t Give It Any More
- Pet Shop Boys – New York City Boy
- Pet Shop Boys – So Hard
- Pet Shop Boys – Where the Streets Have No Name (I Can’t Take My Eyes off You)
- Reese – You’re Mine
- Robert Owens – I’ll Be Your Friend
- Robin S. – I Wanna Thank Ya
- Sandy B. – Feel Like Singin’
- Seal – Newborn Friend
- Selena – I’m Getting Used to You
- Sheena Easton – 101
- Soul Shaker feat. CeCe Peniston – Shame, Shame, Shame
- Spice Girls – Spice Up Your Life
- Spice Girls – Stop
- Spice Girls – Who Do You Think You Are
- Suzanne Palmer – Luv 2 Luv
- Technotronic – Get Up!
- Technotronic – Pump Up the Jam
- U2 – Discotheque
- U2 – Lemon
- Ultra Naté – New Kind of Medicine
- Whigfield – Think of You
- Whigfield – Sexy Eyes
- Whitney Houston – Love Will Save the Day
- Whitney Houston – So Emotional